# August Müller junior
August Müller (* 11. April 1711 in Jessen; † 26. Juni 1789 in Marzahna) war ein deutscher evangelischer Theologe.

## Leben
Der Sohn des August Müller sen. und seiner ersten Frau Euphrosyne Maria Röhrensee († 24. April 1711 in Jessen) wurde am 15. April getauft.  Nachdem er seine Vorausbildung in Kemberg und Wittenberg abgeschlossen hatte, bezog er 1726 die Wittenberger Akademie für ein theologisches Studium. Dort hatte er am 17. Oktober 1728 den akademischen Grad eines Magisters erworben und im September 1733 absolvierte er sein erstes theologisches Examen in Dresden. Am 21. Mai 1738 wurde er in Wittenberg als Pfarrer in Bergwitz ordiniert. 1754 ging er als Pfarrer nach Mahrzahna.

## Familie
August Müller heiratete am 15. Juli 1738 in Kemberg Christine Friedericke, die Tochter des Rottaer Pfarrers Johann Friedrich Hofmann und seiner Frau Anna Elisabeth geb. Fressdorf. Aus dieser Ehe stammen fünf Kinder. Von diesen sind bekannt:
Augustus (* 1. Oktober 1745 in Bergwitz), am 1. Mai 1747 an Universität Wittenberg immatrikuliert, Mag. phil. 30. April 1766, Pfarrer in Klebitz
Friedrich (* 5. September 1752 in Bergwitz), am 14. Februar 1761 an Universität Wittenberg immatrikuliert, 17. Oktober 1776 Mag. phil. Pfarrer Holzdorf
Samuel (* 9. März 1756 in Marzahna), am 14. Februar 1761 an Universität Wittenberg immatrikuliert, 17. Oktober 1776 Mag. phil., Pfarrer in Marzahna

## Werkauswahl
1. Commentatio epistolica de Doctoribua in Israeäl. Wittenberg 1740
2. Commentatio de Hermannia eruditione et virtute claris. Wittenberg 1746
3. Die Auslegung schwerer Namen; in einer Traurede. Wittenberg 1750

handschriftlich hinterließ er verschiedene Manuskripte. So unter anderem:
1. Diptycha Jessenensia